# كارل فايفر
كارل فايفر (بالألمانية: Karl Pfeifer)‏ هو صحفي الرأي وصحفي نمساوي، ولد في 22 أغسطس 1928 في بادن في النمسا.